# Micrurus annellatus
Espèce
Synonymes
- Elaps annelatus Peters, 1871
- Elaps balzanii Boulenger, 1898
- Micrurus annellatus montanus Schmidt, 1954

Micrurus annellatus est une espèce de serpents de la famille des Elapidae. 

## Répartition
Cette espèce se rencontre :
- en Bolivie ;
- dans l'ouest du Brésil ;
- dans l'est du Pérou ;
- dans le sud-est de l'Équateur.

## Description
C'est un serpent venimeux.

## Liste des sous-espèces
Selon The Reptile Database (8 septembre 2011) :
- Micrurus annellatus annellatus (Peters, 1871)
- Micrurus annellatus balzanii (Boulenger, 1898)
- Micrurus annellatus bolivianus Roze, 1967

## Publications originales
- Boulenger, 1898 : A list of the reptiles and batrachians collected by the late Prof. L. Balzan in Bolivia. Annali del Museo Civico di Storia Naturale di Genova, sér. 2, vol. 19, no 19, p. 128-133 (texte intégral).
- Peters, 1871 : Über eine von Hrn. Dr. Robert Abendroth in dem Hochlande von Peru gemachte Sammlung von Amphibien, welche derselbe dem Königl. zoologischen Museum geschenkt hat. Monatsberichte der Königlichen preussischen Akademie der Wissenschaften zu Berlin, vol. 1871, p. 397-404 (texte intégral).
- Roze, 1967 : A check list of the New World venomous coral snakes (Elapidae), with descriptions of new forms. American Museum Novitates, no 2287, p. 1-60 (texte intégral).